# Goslino II del Maine
Goslino, in francese Gauzlin II (nella seconda metà del IX secolo – 914), fu il sesto ed ultimo conte del Maine della famiglia dei Rorgonidi.

## Origine
Benché nessuna fonte primaria lo certifichi, Goslino è ritenuto il figlio primogenito del conte del Maine e marchese di Neustria, Goffredo I, della famiglia dei Rorgonidi e della moglie di cui non si conoscono né il nome, né gli ascendenti. Che sia un Rorgonide è suffragato anche dal fatto che un fratello di suo padre portasse il suo stesso nome, Goslino (834-† 886), che fu abate a Saint-Germain e che, negli Annales Bertiniani, viene ricordato, assieme al fratellastro, Luigi, quando nell'858, venne catturato dai Vichinghi; ed infine fu Cancelliere di Carlo il Calvo e vescovo di Parigi.

## Biografia
Quando suo padre, Goffredo morì, nell'878, non poté succedergli in quanto era troppo giovane, allora i suoi titoli, conte del Maine e marchese di Neustria, passarono ad un cugino di un ramo laterale della casa dei Rorgonidi, Ragenoldo d'Herbauges.
Però, nell'886, quando Ragenoldo morì nella battaglia che seguì alla conquista di Reims da parte dei Vikinghi, Goslino e i Rorgonidi non furono considerati:  il titolo di marchese di Neustria andò ad Enrico di Franconia, la contea del Maine venne assegnata a Ruggero (ca. 850 - † 900), un nobile Franco, che, nonostante fosse imparentato coi robertingi, fu favorito dal nuovo re dei Franchi occidentali, l'imperatore, Carlo il Grosso.
Ruggero, che secondo il Siège de Paris par les Normands, poème d´Abbon, era stato, nell'888, un sostenitore di Oddone, conte di Parigi, membro della famiglia dei Robertingi, che era stato eletto re dei Franchi occidentali, dopo che, nell'890, aveva sposato Rotilde, la figlia del defunto re dei Franchi occidentali, Carlo il Calvo, zia del pretendente al trono, il carolingio, Carlo il Semplice, era entrato a far parte della famiglia dei carolingi, divenendone un sostenitore. Goslino allora si appoggiò ai Robertingi, che cominciavano a porsi come antagonisti dei carolingi e re Oddone, nell'893, destituì il carolingio Ruggero I, che il vescovo di Le Mans, nel Actus pontificum Cenomannis, definisce uomo scellerato (Rotgario, nefando viro) e, sempre secondo l'Actus pontificum Cenomannis nominò Goslino II conte del Maine e inviò suo fratello Roberto in aiuto a goslino (Robertus comes civitatem nostram......dedit eam "Gauzlino).
Goslino però non riuscì a mantenere il controllo della contea e nel corso dell'895, Ruggero I ebbe nuovamente il sopravvento, nonostante il re Oddone favorisse Goslino.
Goslino II continuò a combattere contro Ruggero alla cui morte, nel 900 circa, il nuovo re di Francia carolingio, Carlo il Semplice, assegnò la contea al figlio di Ruggero I, Ugo I, contro cui Goslino continuò a battersi sino a che fu raggiunto un accordo matrimoniale: Ugo I sposò una figlia di Goslino II.
La data esatta della morte di Goslino, tra il primo e il secondo decennio del X secolo, non è nota,

## Discendenza
Non si conosce il nome e neppure l'origine della moglie, si sa solo che Goslino, dalla moglie, ebbe almeno una figlia:
- figlia che molto probabilmente andò in moglie al nuovo conte del Maine, Ugo I.

### Fonti primarie
- (LA)  Annales Bertiniani.
- (LA)  Pontificum Cenomannis in urbe degentium (Le Mans).

### Letteratura storiografica
- René Poupardin, I regni carolingi (840-918), cap. XIX, vol. II (L'espansione islamica e la nascita dell'Europa feudale) della Storia del Mondo Medievale, pp. 582–634.
- (FR)  Siège de Paris par les Normands, poème d´Abbon.